# Reuter Electronic
Die Reuter Electronic GmbH & Co. ist ein Unternehmen aus Haiger im hessischen Lahn-Dill-Kreis. Es firmierte vorher unter Funktechnischer Gerätebau Reuter & Co. und Reuter Electronic KG auf und ist nach eigenen Angaben auf Schweißtechnik, Regeltechnik, Sicherheitstechnik und Telekommunikation spezialisiert.

## Reuter-Affäre
Der Geschäftsführer bestach bis 1999 Beamte des Zollkriminalamts, diese hatten dafür bevorzugt Technologie seines Unternehmens geordert. Er saß hierfür 1999 in Untersuchungshaft. 2002 wurde er vom Landgericht Köln wegen Bestechung von Beamten des Zollkriminalamts Köln und Vorteilsgewährung zu 1,5 Millionen Euro Geldbuße und 21 Monaten Haft auf Bewährung verurteilt. Dieser Korruptionsskandal ist seither als Reuter-Affäre bekannt und wurde teilweise dem damaligen Präsidenten des Zollkriminalamtes, Karl-Heinz Matthias als begünstigende Nicht-Dienstaufsicht zur Last gelegt. Einen Teil des Kundenstamms übernahm das Unternehmen DigiTask, das seinen Unternehmenssitz in unmittelbarer Nähe hat und unter der Firma Reuter Leiterplatten GmbH gegründet wurde.

## Big Brother Award 2009
Im Oktober 2009 wurde das Unternehmen gemeinsam mit DigiTask mit dem Negativpreis „Big Brother Award“ in der Kategorie Wirtschaft ausgezeichnet, der für den missbräuchlichen Umgang mit Technik und Informationen vergeben wird. Der Laudator Frank Rosengart bezeichnete DigiTask als „Platzhirsch im deutschen Abhörbusiness“ und erklärte: „Zusammen mit der Firma Reuter electronic entwickelt Digi-Task spezialisierte Abhörvorrichtungen für Polizei und Geheimdienste.“ DigiTask wurde 2011 durch die Affäre um den Staatstrojaner bekannt.